# Обаншёль-о-Буа
Обаншёль-о-Буа́ (фр. Aubencheul-aux-Bois) — коммуна во Франции, находится в регионе Пикардия. Департамент коммуны — Эна. Входит в состав кантона Боэн-ан-Вермандуа. Округ коммуны — Сен-Кантен.
Код INSEE коммуны — 02030.

## Население
Население коммуны на 2010 год составляло 310 человек.
| 1962 | 1968 | 1975 | 1982 | 1990 | 1999 | 2010 |
| ---- | ---- | ---- | ---- | ---- | ---- | ---- |
| 324  | 332  | 309  | 300  | 275  | 272  | 310  |

## Экономика
В 2010 году среди 175 человек трудоспособного возраста (15—64 лет) 122 были экономически активными, 53 — неактивными (показатель активности — 69,7 %, в 1999 году было 67,4 %). Из 122 активных жителей работали 104 человека (56 мужчин и 48 женщин), безработных было 18 (8 мужчин и 10 женщин). Среди 53 неактивных 18 человек были учениками или студентами, 16 — пенсионерами, 19 были неактивными по другим причинам.